# Lin Qisheng
Lin Qisheng (* 7. Juli 1971) ist ein ehemaliger chinesischer Gewichtheber. Er gewann bei den Olympischen Spielen 1992 die Silbermedaille im Fliegengewicht.

## Werdegang
Lin Qisheng begann als Jugendlicher mit dem Gewichthebern. 1987 wurde er auf Grund seiner guten Leistungen in das Regional-Team von Guangxi aufgenommen. Nach einer stetigen Aufwärtsentwicklung wurde er 1991 zur Junioren-Weltmeisterschaft in Wolmirstedt/Deutschland entsandt, wo er im Fliegengewicht startete. Er erzielte dort im Zweikampf 250 kg (112,5-137,5) und siegte damit vor den beiden Südkoreanern Ham Jong-koo, 242,5 kg (107,5-135) und Ko Kwang-ku, 240 kg (102,5-137,5).
1992 gewann er auch den Asienmeister-Titel im Fliegengewicht. Von dieser Meisterschaft sind aber keine Einzelheiten bekannt.
Im gleichen Jahr setzte er sich in China auch bei den Ausscheidungskämpfen für die Olympischen Spiele 1992 in Barcelona durch und startete dort zusammen mit seinem Landsmann Zhang Zairong im Fliegengewicht. In Barcelona war er in sehr guter Form und erzielte im Zweikampf 262,5 kg (115-127,5), womit er dem Bulgaren Iwan Iwanow, der 265 kg (115-150) erzielte, knapp unterlag und die Silbermedaille gewann.
Nach diesem großen Erfolg war Lin Qisheng, obwohl erst 21 Jahre alt, bei keiner weiteren internationalen Meisterschaft mehr am Start. Die Gründe dafür sind nicht bekannt. Wie bei vielen chinesischen Gewichthebern jener Zeit war seine Laufbahn sehr kurz.

## Internationale Erfolge
| Jahr | Platz  | Wettbewerb                             | Gewichtsklasse | |
| 1991 | 1.     | Junioren-WM in Wolmirstedt/Deutschland | Fliegen        | mit 250 kg (112,5-137,5) vor Ham Jong-koo, Südkorea, 242,5 kg (107,5-135) und Ko Kwang-ko, Südkorea, 240 kg (102,5-137,5)      |
| 1992 | 1.     | Asien-Meisterschaft                    | Fliegen        | |
| 1992 | Silber | OS in Barcelona                        | Fliegen        | mit 262,5 kg (115-147,5), hinter Iwan Iwanow, Bulgarien, 265 kg (115-150), vor Traian Cihărean, Rumänien, 252,5 kg (112,5-140) |

## Erläuterungen
- alle Wettkämpfe im Zweikampf, bestehend aus Reißen und Stoßen,
- OS = Olympische Spiele,
- WM = Weltmeisterschaft